# Toretocheilum turbinatum
Toretocheilum turbinatum är en mossdjursart som beskrevs av Hayward 1996. Toretocheilum turbinatum ingår i släktet Toretocheilum och familjen Lacernidae. Inga underarter finns listade i Catalogue of Life.